# Jason Bourne
Jason Charles Bourne, il cui vero nome è David Webb, è un personaggio di fantasia, sicario di professione, protagonista dei romanzi di Robert Ludlum e dei suoi successivi adattamenti cinematografici. La sua prima apparizione è stata nel romanzo Un nome senza volto nel 1980. Da questo romanzo nel 1988 è uscito un adattamento televisivo (Identità bruciata) diretto da Roger Young e interpretato da Richard Chamberlain. Nel 2002 il regista Doug Liman ha tratto la pellicola The Bourne Identity, da cui è nata l'omonima saga cinematografica, in cui Jason Bourne è interpretato dall'attore Matt Damon.
Il personaggio è comparso in ben sette romanzi, gli ultimi dei quali scritti da Eric Van Lustbader, che ha proseguito la saga letteraria dopo la morte di Ludlum. Al cinema, oltre a The Bourne Identity, Jason Bourne è apparso in altre tre pellicole: The Bourne Supremacy (2004), The Bourne Ultimatum - Il ritorno dello sciacallo (2007) e Jason Bourne (2016), tutte dirette da Paul Greengrass. Nel 2012 è uscito The Bourne Legacy, una sorta di spin-off, che amplia l'universo e le vicende di Bourne (pur non vedendo più il personaggio come protagonista).

## Biografia

### Personaggio letterario

#### Matrimonio e figli
Webb ha sposato una donna thailandese, chiamata Dao, con la quale ha avuto due bambini chiamati Joshua e Alyssa; abitava a Phnom Penh, la capitale della Cambogia. Dao e i due bambini sono stati uccisi per sbaglio durante la guerra del Vietnam quando un aereo di origine sconosciuta, non si sa se americano o vietnamita, è sconfinato in Cambogia, buttando due bombe e una raffica di pallottole, vicino al fiume Mekong. All'insaputa di Bourne, Joshua è sopravvissuto. Si è risposato con Marie Saint Jacques, con la quale ha avuto due figli, Jamie Webb e Alison Webb.

#### Operazione Medusa
Webb andò a Saigon dove sotto la guida di un suo amico Alexander Conklin, dirigente della multinazionale dello spionaggio, portò a termine un addestramento per Forze speciali segreto chiamato Medusa. In questa operazione Webb fu conosciuto con il suo nome in codice, Delta One.
Inizialmente, il progetto Medusa era stato progettato per infiltrarsi in parti del Vietnam, e uccidere i vietcong e i loro collaboratori civili. Medusa fu considerata una squadra di assassini o uno squadrone della morte. I membri di Medusa sono stati guidati da un uomo di nome Delta. Delta guidò Medusa con il pugno di ferro, divenne famoso per la sua crudeltà, il suo disprezzo per gli ordini, e il suo tasso di successo nelle sue missioni.
Il fratello di David Webb, tenente Gordon Webb, durante il suo turno di servizio a Saigon, fu sequestrato. Durante la missione di salvare il fratello David Webb ha un membro della squadra "Medusa", di nome Jason Charles Bourne, che è una spia doppiogiochista nordvietnamita, che ha avvertito i soldati del Vietnam del Nord sulla loro ubicazione. Bourne compromise il salvataggio segreto di Gordon Webb. Quando Delta trovò Bourne, lo giustiziò nelle giungle del Tam Quan.

### Personaggio cinematografico

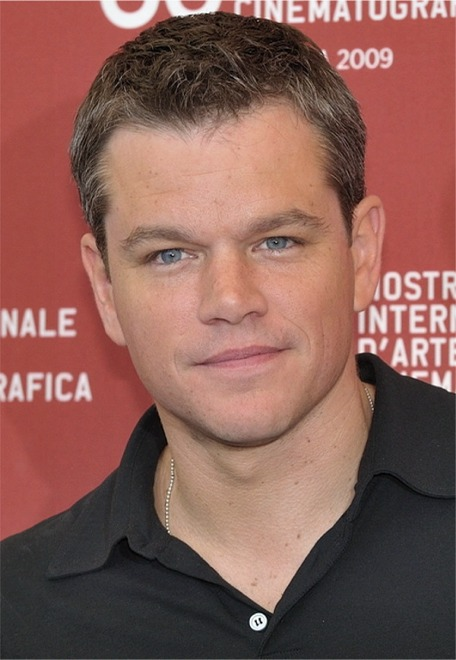
Matt Damon, dal 2001 interprete di Jason Bourne nella serie cinematografica di Bourne.

#### Nascita e servizio militare
David Webb è nato a Nixa, Missouri, il 13 settembre 1970.
Ha svolto il servizio militare nei Berretti Verdi e nella Delta Force, raggiungendo il grado di capitano. David Webb è stato notato e introdotto a un corso di addestramento speciale, chiamato Operation Treadstone, il 1º giugno 1999, da Neil Daniels, ufficiale superiore d'istruzione, guidato dal Dottor Albert Hirsch, ufficiale medico direttore del Centro Medico Johnstone, Dipartimento di ricerca speciale, a New York, in via 415 E. 71st Street.
Successivamente ha fatto carriera come ufficiale nel servizio estero, specialista per l'Estremo Oriente.

#### Addestramento
Una squadra di militari, fra cui Bourne, ha ricevuto un addestramento fisico e psicologico ai limiti dell'umana sopportazione: parte del programma prevedeva, da un punto di vista fisico, immersioni soffocanti in acqua fredda, e da un punto di vista psicologico induzione di cambiamenti del comportamento per mezzo della deprivazione del sonno, che induce uno stato di psicosi. La maggior parte delle tecniche di addestramento cui è stato sottoposto Jason ci sono ignote, ma è facile supporre che fossero ugualmente molto dure come quelle citate.
Alla fine del corso, come esame d'idoneità, viene richiesto a Bourne di ammazzare a sangue freddo, a colpi di pistola, un uomo, per salvare vite umane americane. David Webb si rifiuta, vuole sapere chi è e cosa ha fatto un nemico simile ma il Dottor Hirsch lo ricatta con un discorso moralistico, così David Webb spara e fa la sua prima vittima, diventando il sicario Jason Bourne nell'Operazione Treadstone.

#### Operazione Treadstone
Operazione Treadstone è il nome in codice di una squadra di sicari al servizio della multinazionale dello spionaggio, della quale si dice che Jason Bourne sia il più preparato. Treadstone è coperta da segreto di livello 5, per cui possono accedere all'informazione su di essa solo i direttori di più alto grado. Questa squadra è stata utilizzata in modo deviato dai direttori e vicedirettori. Quindi per coprire l'attività illegale vengono ammazzati molti testimoni, considerati pericolosi, all'interno del servizio stesso, fra le quali si tenta di eliminare anche Jason Bourne. A Pamela Landy, è stato affidato il pericoloso compito di scoprire la talpa, far cessare le deviazioni e gli assassini degli agenti del servizio stesso.

#### Omicidio Neski
Ward Abbot è un direttore deviato della multinazionale dello spionaggio che, con la complicità di Yuri Gretkov, un magnate russo del petrolio, storna 20 milioni di dollari dalla gestione dei soldi che gli sono dati in amministrazione. Testimone è Vladimir Neski, un politico, che vuole rivelare il complotto, perciò Abbot manda Jason Bourne a eliminarlo. Questa è la prima missione che Conklin affida a Bourne. Bourne va a Berlino, al Hotel Brecker, dove si trova Neski ma inaspettatamente lo trova con la moglie e quindi è costretto a uccidere anche lei. Bourne organizza la scena del duplice omicidio come se fosse stata la moglie a uccidere il marito e poi si fosse suicidata. In seguito, il vice direttore Pamela Landy pagò 3 milioni di dollari per avere i "Neski files", tutta la documentazione del furto di 20 milioni di dollari sette anni addietro. Jason Bourne, dimentico di questo omicidio, indagando sul proprio passato, riscopre le proprie responsabilità, smaschera Abbot che si suicida e va a trovare la figlia di Neski, Irena, per dirle la verità sui suoi genitori.

#### Omicidio Wombosi
Jason Bourne, sotto la falsa identità di John Michael Kane, viene incaricato da Conklin di eliminare Nykwana Wombosi, un ex dittatore africano che minaccia di rivelare le torbide connessioni che l'agenzia di spionaggio ha negli affari africani e in cambio del proprio silenzio chiede di essere aiutato a ritornare al potere.
A Parigi, con la scusa di essere un addetto alla sicurezza, si fa dare i piani della sicurezza della barca da diporto Palmer Johnson, dalla società Alliance Securite Marittime.
Poi va a Marsiglia e si nasconde per 5 giorni sullo yacht Palmer Johnson, aspettando il momento opportuno per assassinare Wombosi.
Quando Bourne, alias Kane, scopre Wombosi sul divano con i suoi figli e sua moglie addormentata vicino, ha pietà di lui e non gli spara.
Bourne cerca quindi di scappare ma la guardia del corpo di Wombosi gli spara due colpi di rivoltella nella schiena. Bourne, ferito, si getta in acqua e perde i sensi.
Svegliatosi privo di memoria a bordo di un peschereccio italiano che l'aveva recuperato nel Mar Ligure, si mette alla ricerca della propria identità, mentre la missione viene considerata da Conklin un fallimento e quindi egli decide di eliminare Jason Bourne.

#### Ritorno alla vita civile
Dopo il mancato omicidio di Wombosi, Jason Bourne è determinato a cambiare vita, invogliato dall'amore, ricambiato, che ha per Marie Kreutz, una giovane ragazza tedesca che l'aiuta nella ricerca del suo passato; Bourne non vuole più uccidere e assieme a Marie si nasconde a Goa, in India, e ci riescono per due anni.
Inaspettatamente, Bourne si scoprì dotato di alcune sorprendenti capacità: abilità nelle arti marziali, nell'uso delle armi da fuoco, parlava fluentemente almeno nove lingue (inglese, tedesco, spagnolo, francese, olandese, italiano, ceco, polacco, russo), aveva un innato senso dell'orientamento e capacità di guida dei più svariati tipi di veicoli. Durante la ricerca della sua identità egli stesso diventò l'obiettivo di alcuni misteriosi sicari, e così Bourne, oltre alla sua vita passata, dovette anche cercare di capire chi e perché stava cercando di ucciderlo. Ben presto Bourne perse Marie per mano di uno dei sicari che la uccise per sbaglio, e allora la sua sete di vendetta diventò tremenda. Braccato da un misterioso assassino, Kirill, Bourne si recò dapprima a Napoli, poi a Berlino. Dopo un ultimo scontro con Kirill, pagato dal milionario Yuri Gretkov, il killer perse la vita mentre inseguiva in auto Bourne in una galleria. Gretkov venne arrestato, per ordine del ministro degli Interni russo, per mezzo di Pamela Landy. Bourne si spostò rapidamente da Mosca a Parigi, da Torino a Londra a Tangeri. Fino ad arrivare a New York dove venne colpito da Noah Vosen, con un colpo di pistola e cadde nell'East River. Intanto il complotto venne in luce, e i suoi partecipanti arrestati. Di Bourne non ci fu più traccia e venne creduto morto, ma si salvò.

### Alias
Identità alternative di David Webb, nome di battaglia Delta One: Jason Bourne, (passaporto Stati Uniti), Gilberto De Piento (passaporto Brasile), Paul Kay (passaporto Canada), John Michael Kane, nome di battaglia Caino (passaporto Stati Uniti), Foma Kiniaev (passaporto Russia), Nicolas Lemanissier (passaporto Francia). Jean-Pierre (Identità bruciata), Charles Briggs, George P. Washburn, Mr. Cruet (Supremacy), Adam Stone (Il rischio di Bourne).

### Abilità
Ancora prima di diventare un supersoldato Webb era un militare modello, con alle spalle una vasta esperienza nella Delta Force. Dopo essere entrato nel "Progetto Treadstone" è stato sottoposto a un particolare tipo di addestramento con lo scopo di creare guerrieri perfetti: oltre ad essere un infallibile cecchino, Bourne è in possesso di capacità fisiche olimpioniche ed è un grande esperto di arti marziali (Escrima, Ninjutsu, Jeet kune do e Krav maga) il che gli ha permesso in un'occasione di sconfiggere numerosi agenti della CIA senza nemmeno la necessità di ucciderli; ha ottime facoltà cognitive: è in grado di analizzare la situazione e trovare soluzioni a ogni minimo imprevisto nel minor tempo possibile, nulla gli passa inosservato. In alcune occasioni ha dato quasi l'impressione di essere dotato di un sesto senso per le situazioni di pericolo o potenziale pericolo; in realtà non fa altro che studiare tutti quei piccoli particolari a cui una mente meno allenata non farebbe caso. È inoltre in grado di trasformare oggetti inoffensivi come una penna, un giornale, un libro o un asciugamano in armi letali. Jason ha dimostrato anche un'ottima resistenza fisica in più occasioni, come quando, nonostante fosse stato colpito a una spalla da un sicario dell'FSB, è stato in grado di inseguirlo per tutta Mosca e metterlo fuori combattimento, o quando è riuscito a tenere testa e sconfiggere un esperto asset della CIA, nonostante in quel momento avesse una pallottola in corpo e un'emorragia in corso. Come ex spia è esperto di tecniche di spionaggio, assassinio e padroneggia numerose lingue.